# Miejska Górka
Miejska Górka (prononciation : [ˈmʲɛi̯ska ˈɡurka], en allemand : Görchen) est une ville de la voïvodie de Grande-Pologne et du powiat de Rawicz.
Elle est située à environ 9 kilomètres au nord-est de Rawicz, siège du powiat, et à 83 kilomètres au sud de Poznań, capitale de la voïvodie de Grande-Pologne.
Elle est le siège administratif de la gmina de Miejska Górka.
Elle s'étend sur 3,14 km2.

## Géographie

Plan de la ville.

La ville de Miejska Górka est située au sud de la voïvodie de Grande-Pologne, à la limite de la voïvodie de Basse-Silésie, ainsi qu'avec la région historique et géographique de Silésie. La rivière Dąbroczna (pl) passe par la ville. Miejska Górka s'étend sur 3,14 km2.

## Histoire
Görchen fait partie de 1815 à 1887 de l'arrondissement de Kröben puis jusqu'en 1920, de l'arrondissement de Rawitsch, dans le district de Posen de la province de Posnanie.
De 1975 à 1998, la ville faisait partie du territoire de la voïvodie de Leszno. Depuis 1999, la ville fait partie du territoire de la voïvodie de Grande-Pologne.

## Monuments
- le monastère franciscain et l'église sainte Croix, construits en 1742 ;
- l'église paroissiale saint Nicolas, construite en 1790.

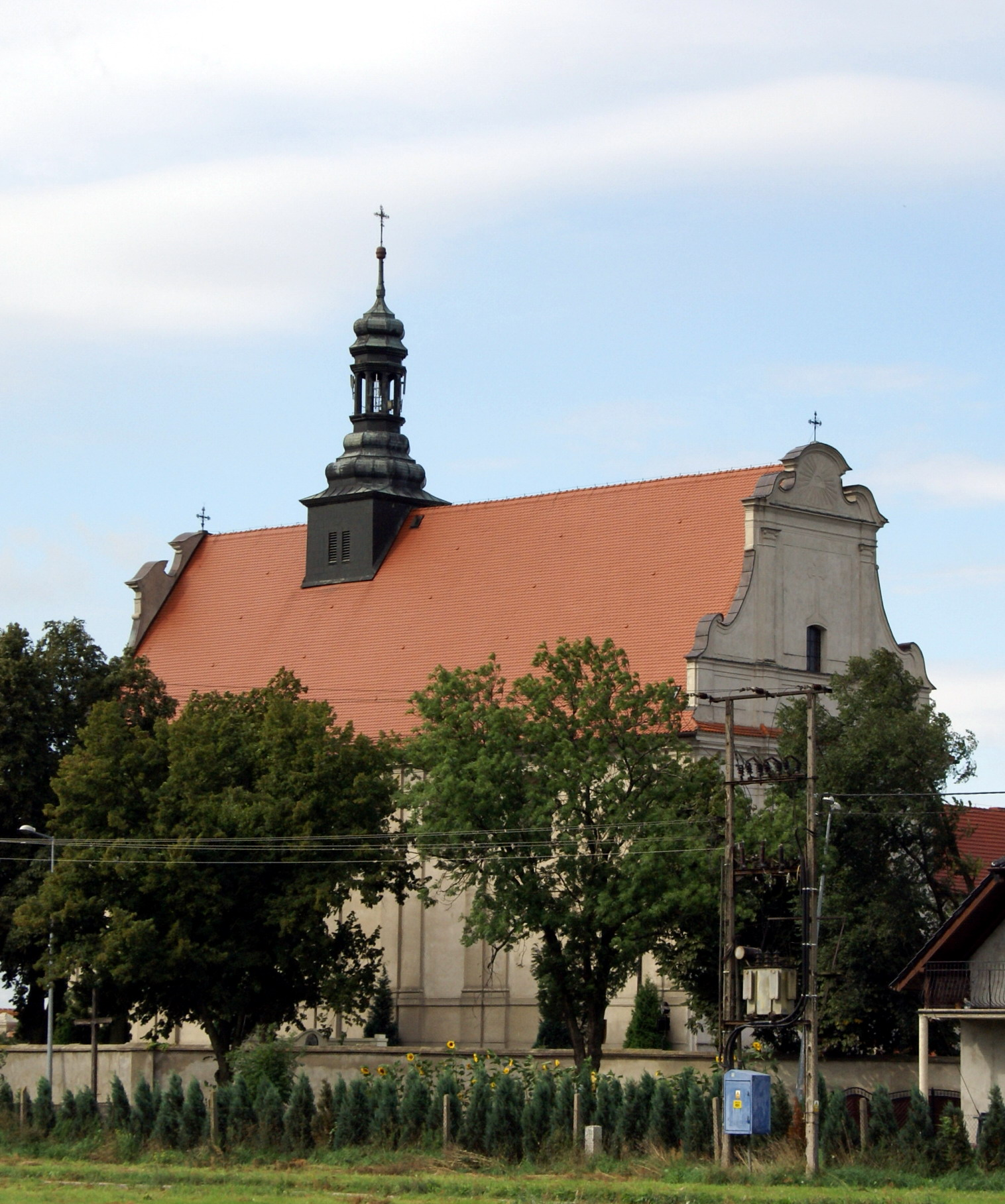
Le monastère franciscain, et l'église sainte Croix.
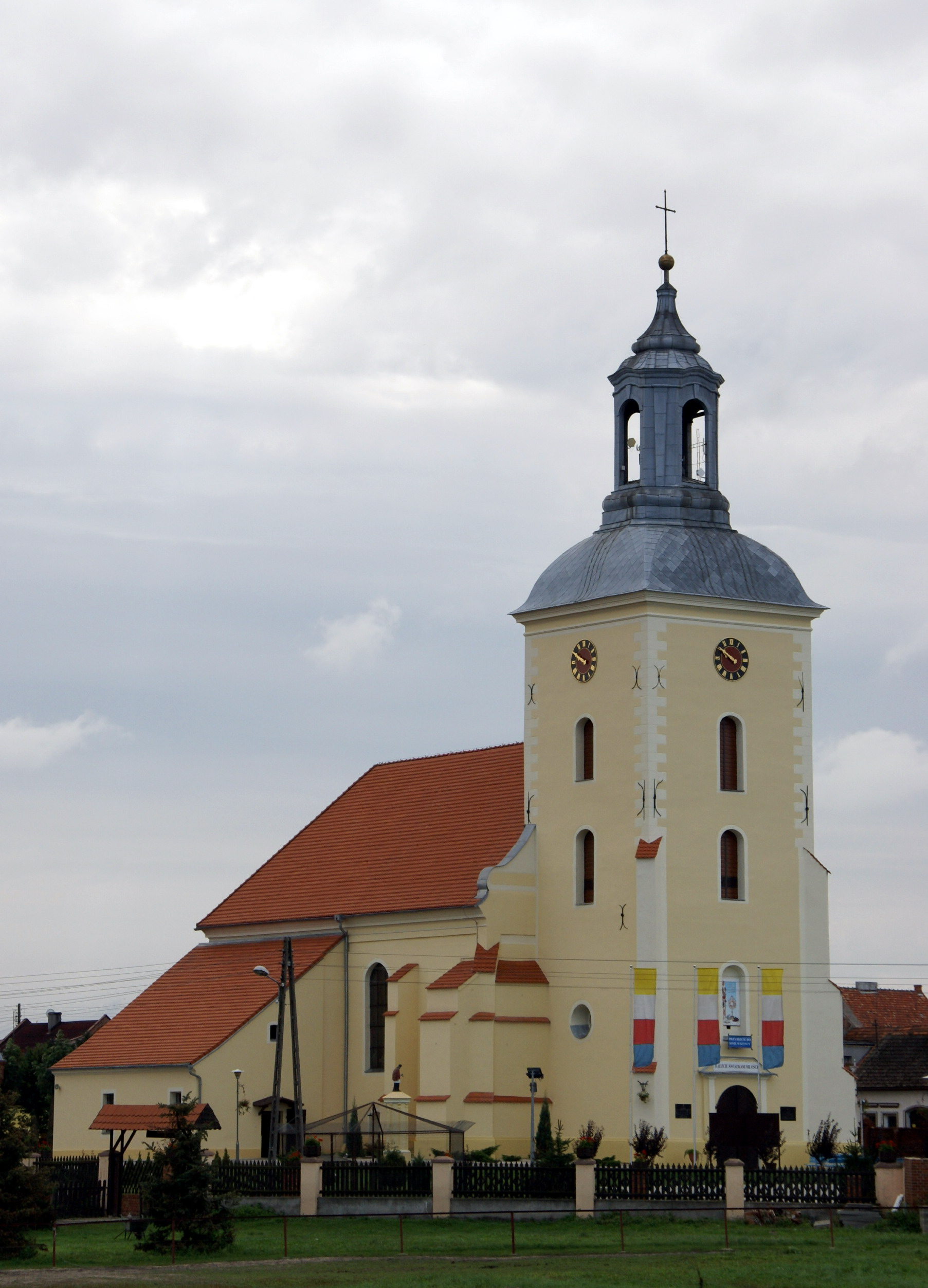
L'église paroissiale saint Nicolas.

## Jumelages
Miejska Górka est jumelée avec :
- Tourbiv (Ukraine)
- Dobruška (Tchéquie)

## Voies de communication
La ville est traversée par la route nationale polonaise 36 (qui relie Ostrów Wielkopolski à Prochowice).